# Еуген Вербер
Еуген „Моше“ Вербер (Суботица, 25. јануар 1923 — Београд, 1. јануар 1995) био је српски и југословенски филмски, позоришни и телевизијски глумац, угледни преводилац, књижевник, и научни радник (јудаиста). По националности је био Јевреј.
У својој глумачкој каријери која је трајала три деценије, прославио се глумом у филмовима Валтер брани Сарајево (1972) и Варљиво лето '68 (1984), а памтимо га и као Ханса Шмита из Отписаних. Судбина је тако хтела да у филмовима глуми Немце, иако му је породица страдала у Другом светском рату у немачком концентрационом логору.

## Биографија
Еуген Моше Вербер рођен је у Суботици, 1923. године, у патријархалној и ортодоксној јеврејској породици.
Од малих ногу добија јеврејско васпитање, у породици се строго поштују традиција и обичаји. Основну јеврејску школу почиње у Суботици а већ од другог разреда је посећује у Новом Саду. Матурирао је на трговачкој академији у Новом Саду али је паралелно учио хебрејски језик у школи, породици и Синагоги.
Био се сарадник Народноослободилачког покрета. Хапшен од мађарских окупатора. После Новосадске рације од које се спасао, бежи у Будимпешту где ради као зубни техничар, али га крајем 1943 одводе на принудни рад на Источни фронт. У лето 1944 побегао је из логора и придружио се јединицама Црвене армије. Преко Румуније долази у Југославију и ступа у Народноослободилачку војску, али не дуго потом бива демобилисан због болести.
За време рата и холокауста породицу му из Суботице одводе у Немачку.
Одмах након демобилизације Еуген почиње глумачку каријеру. Свега неколико месеци пошто су му окупатори убили мајку, две сестре и велики део фамилије, Еуген је крочио на позоришне даске и његова прва улога је била – улога немачког војника. За живота играо је у скоро 60 филмова, а због одличног изговора немачког језика често је играо улоге немачких официра у ратним филмовима.
Како би се поклонио сенима своје мајке и сестара, Вербер је сваке пете године одлазио у Аушвиц, где су страдали.
Еуген Вербер је умро 1. јануара 1995. у Београду.

## Глумачка каријера
Каријеру глумца започиње у Војвођанском народном позоришту. Паралелно ради и као новинар у суботичкој „Хрватској ријечи“ и листу на мађарском језику „Мађар со“.
Одлази у Сарајево и ради у Позоришту НР БиХ као глумац и секретар драме, као новинар у листу „Ослобођење“, на радију као редитељ. Основао је и био први уметнички директор Пионирског позоришта у Сарајеву. Организатор је Пионирског фестивала културе у Сарајеву 1949. Потом одлази у Бањалуку а од 1953. до 1961. прелази у Народно позориште у Нишу где оставља дубоки траг, те спада у знамените грађане града Ниша. Потом прелази у Савремено позориште (Београдско драмско позориште) где остаје до 1975. да би се потом потпуно посветио научном и стручном раду.

## Књижевност
Познат је као глумац, али се подједнако бавио научним и књижевним радом, новинарством и политиком. Био је искусни преговарач и дипломата.
Бавио се превођењем и јудаистиком. Преводио је са немачког, мађарског, јидиш, арамејског и хебрејског језика. Био је председник Удружења књижевних преводилаца Србије. Прославио се преводима Талмуда, Кабала, Кумранских рукописа и важио је за једног од највећих познавалаца библијске литературе и историје јеврејског народа на нашим просторима.
Објавио је бројне радове из јудаистике. Као активан глумац и новинар, никад није престајао да се бави јеврејском историјом и културом. Радове из јудаистике почиње објављивати од почетка шездесетих година те 1977. постаје члан Светског савеза за јеврејске науке.
У Београду две улице су назване по Еугену Верберу на општини Вождовац (Јајинци) и Обреновац (Барич). У Новом Саду постоји Пролаз Еугена Вербера а у Нишу једна улица зове се по Еугену Верберу.

### Преводи, књиге, чланци
Изабрани преводи и значајнија дела:
- Талмуд (изабрани текстови) превод са хебрејског и арамејског језика, историја Талмуда и објашњења, Народна књига Алфа Београд. Књига је доживела три издања 1982, 1990. 2002.  978-86-331-0696-2.
- Објашњења појединих јеврејских назива или појмова из каталога за изложбу „Језик, писмо и књиге Јевреја у Југославији“, издање Савеза јеврејских општина Југославије, Београд 1979.
- О Јидишу, јеврејским језицима и о Исаку Башевичу Сингеру, издање „Стварање“, Титоград 1979.
- Сарајевска Хагада, Уводна студија, издање „Свјетлост“, Сарајево. 1988.  978-86-01-01209-7.
- Кабала и њена симболика, Београд. . 2001. ISBN 86-7394-11-3 Проверите вредност параметра |isbn=: length (помоћ). Недостаје или је празан параметар |title= (помоћ)
- Кумрански рукописи (са објашњењима и коментарима), Београд 1982.

## Улоге
| Год.     | Назив                                   | Улога                        |
| -------- | --------------------------------------- | ---------------------------- |
| 1960.-те |                                         |                              |
| 1962.    | Прва љубав (ТВ)                         |                              |
| 1962.    | На сплаву (ТВ)                          |                              |
| 1962.    | Злочин Силвестра Бонара (ТВ)            |                              |
| 1963.    | Афера Свети Фијакер (ТВ)                | Доктор Бусардон              |
| 1963.    | Банкет у Шаренграду (ТВ)                |                              |
| 1964.    | Офсајд (ТВ)                             |                              |
| 1965.    | Акција епеј (ТВ)                        |                              |
| 1965.    | Шнајдерски калфа (ТВ)                   |                              |
| 1965.    | Сигурно је сигурно (ТВ)                 |                              |
| 1965.    | Мртвима улаз забрањен                   |                              |
| 1967.    | Јутро                                   |                              |
| 1968.    | Операција Београд                       | Шеф полиције                 |
| 1968.    | Ледено љето (ТВ)                        |                              |
| 1968.    | Парничари (серија)                      | Адвокат                      |
| 1968.    | Код Лондона (серија)                    |                              |
| 1968.    | Максим нашег доба (серија)              |                              |
| 1969.    | Донатор                                 | Бернхард Сломовић            |
| 1969.    | Лек од љубави (ТВ)                      | Ујак                         |
| 1969.    | Скандал (ТВ)                            |                              |
| 1969.    | Самци 2 (серија)                        |                              |
| 1969.    | Закопајте мртве (ТВ)                    |                              |
| 1970.-те |                                         |                              |
| 1970.    | Бициклисти                              |                              |
| 1971.    | Велики посао (ТВ)                       |                              |
| 1971.    | Од сваког кога сам волела (мини-серија) | Манојло, Аћимов брат         |
| 1971.    | Романса коњокрадице                     |                              |
| 1972.    | Розенбергови не смеју да умру (ТВ)      | Инспектор 2                  |
| 1972.    | Киша                                    |                              |
| 1972.    | Мајстор и Маргарита                     |                              |
| 1972.    | Валтер брани Сарајево                   | Полицијски агент             |
| 1972.    | Мајстори (серија)                       | Власник фиће                 |
| 1973.    | Несрећа (ТВ)                            |                              |
| 1973.    | Камионџије (серија)                     | Матковић                     |
| 1973.    | Паја и Јаре                             | Матковић                     |
| 1973.    | Женидба носача Самуела (ТВ)             |                              |
| 1974.    | Ујеж (ТВ)                               | Вилотије Живановић           |
| 1974.    | Реквијем за тешкаша (ТВ)                |                              |
| 1974.    | Валтер брани Сарајево (серија)          | Полицијски агент             |
| 1975.    | Песма (ТВ серија)                       |                              |
| 1976.    | Против Кинга                            | Власник сплава               |
| 1975.    | Отписани (серија)                       | Ханс Шмит                    |
| 1975.    | Ђавоље мердевине (серија)               |                              |
| 1975.    | Зимовање у Јакобсфелду                  |                              |
| 1975.    | Песма (серија)                          | Штајн                        |
| 1976.    | Посета старе даме (ТВ)                  | Жупник                       |
| 1976.    | Салаш у Малом Риту (ТВ серија)          | Ћата                         |
| 1977.    | Никола Тесла (серија)                   |                              |
| 1978.    | Шпански захтев (ТВ)                     | Кристофер Де Харо, трговац   |
| 1978.    | Повратак отписаних (серија)             | Шредер                       |
| 1979.    | Усијање                                 | Секретар                     |
| 1979.    | Пупинове звезде (ТВ)                    |                              |
| 1980.-те |                                         |                              |
| 1980.    | Врућ ветар (серија)                     | Председник стамбене комисије |
| 1981.    | Краљевски воз                           |                              |
| 1981.    | Дувански пут (мини-серија)              | Секретар                     |
| 1983.    | Задах тела                              | Лекар                        |
| 1984.    | Проклета авлија (ТВ)                    | Киркор                       |
| 1984.    | Варљиво лето 68                         | Веселинов колега             |
| 1984.    | Варљиво лето ’68 (ТВ серија)            | Веселинов колега             |
| 1984.    | Јагуаров скок                           | Голдман                      |
| 1985.    | Јазол                                   |                              |
| 1986.    | Сиви дом (серија)                       | Трговац                      |
| 1987.    | Вук Караџић (серија)                    | Јоан Шнирер                  |
| 1988.    | Ортаци                                  | Немачки бизнисмен            |
| 1988.    | Случај Хармс                            | Писар                        |
| 1988.    | Пут на југ                              |                              |
| 1989.    | Донатор                                 | Бернхард Шломовић, отац      |
| 1990.-те |                                         |                              |
| 1990.    | Заборављени (серија)                    |                              |